# 臺灣千里步道運動
台灣千里步道運動發起於2006年4月23日，是由台灣數學研究學者、教育工作者黃武雄，生態作家、荒野保護協會創會理事長徐仁修，以及台灣知名作家、電影人、前華視總經理小野共同具名邀請各界發起，是一場由下而上強調環境倫理、內在價值，呼籲親近自然、守護大地的公民運動。

## 發起宗旨
2005年，黃武雄教授所寫的「夢想一條環島千里步道」一文，促成了千里步道夢想的實踐之路。黃武雄於文中提出「鄉野三害」的概念，指出光害、除草劑及紐澤西水泥護欄，是「大肆破壞台灣鄉野的景觀，趕跑了山水間的靈氣」的主要原因。而鄉野三害大規模破壞台灣鄉野的背後，則是台灣社會長期將快速/開發等同於進步/繁榮的思維。
因此，黃武雄倡議以串連環台步道的方式，能夠以單車或步行的方式環島一圈，沿途領略僅存的美景，同時隨著環島步道的規畫開放，引導出許多關於環境倫理的反省與討論，包括對不安全感的爭議、荒野保護的觀點、田野美學的論述、緩慢作息的思辨等，進而「逐步發展出新的公共領域、新的價值觀，並延伸到步道之外，形成新的文化運動」。

## 發展概況

### 發展初期

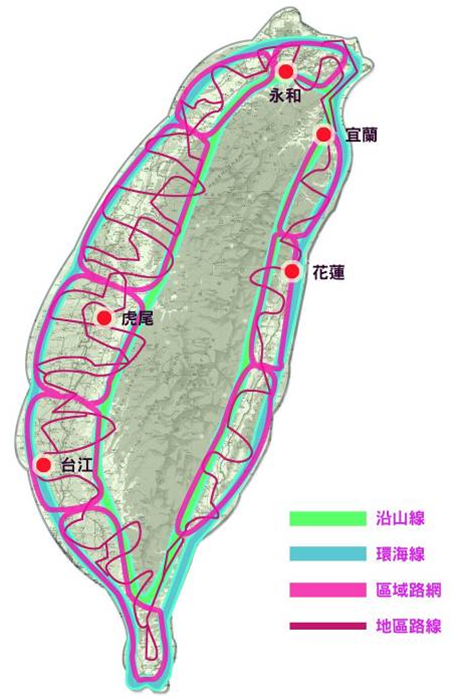
千里步道環島路網示意圖揭示千里步道路網以山線、海線各一條，並搭配各地區域路網、地區路線，構築漁網般的路線

千里步道運動發起初期，由永和社區大學特別助理周聖心義務擔任聯絡人，2006年4月23日於新北市新店花園新城舉辦成立大會後，同年6月11日舉行611南北開步走，分別於北台灣、南台灣提出「千里步道」的第一哩路，也就是位於新北市新店區、以屈尺古道為主的「漢順上學路」，及連結屏東縣牡丹鄉旭海村、台東縣大武鄉南田村的阿朗壹古道。緊接著同年(2006年)11月11日，分別於台北、宜蘭、花蓮、台東等10個縣市同步舉行1111全台開步走，構成千里步道環島路網基礎骨幹。

### 路網串連時期
2006年發起後，在台北以「千里步道籌畫中心」作為主要聯繫窗口，並號召全台各地發起地方籌畫站，以「棋盤式組織」規劃不同工作組，以動員志工協助募款、推廣、路網勘查、資源協調等。
在千里步道運動發起人黃武雄的理想中，千里步道只供徒步者與自行車通行，當現實條件不允許時，則使徒步者與自行車分流，結合既有道路選擇替代路線。而為了有效進行路線的串連與討論，千里步道運動於2007年開始透過GIS工具蒐集、彙整、公布各地志工提供的路線訊息，並陸續舉辦「PPGIS培力工作坊」，運用GPS、Google Earth等地理資訊工具，搭配鐵路、糖業、樂活散步道等主題，於各地推廣路網探勘的工作。
除了環島路網的路線勘察，千里步道運動提出「路網活化」的概念，主張經由低碳旅行的方式，以單車或步行深度探訪社區、領略山林之美，同時「透過一次又一次的路網體驗活動，匯聚在地與民間力量，以此要求政府與公部門落實路網週邊的環境與文化保護」。因此，2007至2009年環島路網串連期間，千里步道籌畫中心陸續於花東、台南、彰化、雲林、苗栗、台中等地舉辦試走活動，逐步完成環島路網輪廓。

## 外部連結
- 台灣千里步道協會
- 台灣步道志工網